# Az elátkozott királyok
Az elátkozott királyok (franciául: Les Rois Maudits) hétkötetes történelmi regénysorozat, melyet a francia akadémikus, Maurice Druon írt. A hét francia könyv  címe, kiadásának időpontja, és a megfelelő magyar könyvek és kiadásuk időpontja:
| Sorsz. | Francia cím                 | Megjelenés éve | Magyar cím                   | Megjelenés éve |
| ------ | --------------------------- | -------------- | ---------------------------- | -------------- |
| 1.     | Le Roi de fer               | 1955           | A Vaskirály                  | 1970           |
| 2.     | La Reine étranglée          | 1955           | A megfojtott királyné        | 1970           |
| 3.     | Les Poisons de la couronne  | 1956           | Korona és méreg              | 1971           |
| 4.     | La Loi des mâles            | 1957           | Az ősi törvény               | 1971           |
| 5.     | La Louve de France          | 1959           | Franciaország nőstényfarkasa | 1972           |
| 6.     | Le Lis et le Lion           | 1960           | Liliom és oroszlán           | 1972           |
| 7.     | Quand un Roi perd la France | 1977           | Az országvesztő              | 1993           |

Az első hat kötet már 1970–1972 között megjelent Magyarországon:
Az elátkozott királyok. Történelmi regény, 1-6.; Európa, Bp., 1970–1972 (Századok, emberek); fordító: Gyáros Erzsébet.
Az akkori kiadást két könyvben foglalták össze: az első könyvben az első három, míg a másodikba a második három kötet került be.
A hetedik kötet 1993-ban jelent meg, szintén a budapesti Európa Kiadó gondozásában. Fordító: Kamocsay Ildikó.
Mivel a regénysorozat megtörtént események átdolgozott bemutatása, a valós eseményeket csillaggal jelöli a könyv, és a kötet végén található függelékben leírja a hozzá kapcsolódó történelmi tényeket. Emellett egy minden szereplőre kiterjedő rövid jellemzést is találhatunk a könyvek végén.

## A cselekmény összegzése
A történet a 14. századi Franciaországban játszódik, a százéves háború kezdetekor. Szép Fülöp király erőszakkal és csellel, teljhatalma kihasználásával megsemmisíti a templomosok rendjét. Nagymesterük, Jacques de Molay a máglyáról megátkozza a királyt, V. Kelemen pápát és Guillaume de Nogaret pecsétőrt, és utódaikat mind tizenharmadíziglen. Bár nem veszik komolyan az átkot, egy éven belül mégis mind meghalnak, és a Capeting-ház is kihal, noha Szép Fülöpnek három fia is volt. A száli frankok törvénye alapján III. Eduárd és Valois Fülöp harcolnak a trónért.
Mellékszálként követhetjük egy olasz bankár, Guccio Baglioni élettörténetét, mely során részt vesz XXII. János pápa trükkös megválasztásának lebonyolításában, tragikus szerelem szövődik közte és egy nemes lány között, s belebonyolódik Utószülött János csecsemő király megöletésének ügyébe. A másik mellékszálon egy nemes úr, III. Robert d’Artois kalandos életét követhetjük nyomon, amint próbálja visszaszerezni jog szerint neki járó örökségét nagynénjétől, Mahaut-tól.

## Történelmi összefüggések
A regény valós történelmi alapokon nyugszik, bár a regénybeli szereplők jelleme és jelentősége valószínűleg nagyobb, mint a valóságban. Emellett a könyv végén a vonatkozó részekhez mindig odaírta a szerző a valós történelmi hátteret. A sztori fő vezérfonala a Capetingek kihalása, és egyben a francia állam átalakulása nemzetállammá.
A francia korona versenyzőinek egyszerűsített genealógiája:
Kek: francia király; piros: angol király; zöld: navarrai király

## Feldolgozások
Az 1970-es években készült egy francia tv-sorozat a regény alapján, bár ez inkább színházias jellegű volt. 2005-ben viszont egy francia-olasz koprodukcióban készült egy minisorozat, Philippe Torreton és Jeanne Moreau főszereplésével.